# Marcel Madila Basanguka
Marcel Madila Basanguka (Ndola, 17 maggio 1955) è un arcivescovo cattolico della Repubblica Democratica del Congo, dal 21 dicembre 2022 arcivescovo emerito di Kananga.

## Biografia
È nato a Ndola il 17 maggio 1955.

### Formazione e ministero sacerdotale
Dopo aver frequentato il seminario di Kabwe, ha completato gli studi filosofici presso il seminario di Mbujimayi e quelli teologici presso il seminario di Malole. Ha conseguito il baccalaureato in teologia presso l'università di Kinshasa ed è stato ordinato diacono l'11 gennaio 1981 e sacerdote il 30 agosto dello stesso anno dall'arcivescovo Martin-Léonard Bakole wa Ilunga.
Dopo l'ordinazione è stato docente al seminario maggiore di Mbujimayi.
Dopo aver conseguito nel 1996 un dottorato congiunto in filosofia e in storia delle religioni-antropologia religiosa alla Sorbona di Parigi ha insegnato fino al 1999 filosofia al seminario maggiore di Kabwe, mentre dal 2000 è stato nominato rettore del seminario universitario "Giovanni Paolo II" di  Kinshasa.

### Ministero episcopale
Il 27 febbraio 2004 papa Giovanni Paolo II lo ha nominato vescovo titolare di Gigti e vescovo ausiliare di Kananga.
Ha ricevuto l'ordinazione episcopale il 29 maggio 2004 dalle mani dell'arcivescovo di Kananga Godefroid Mukeng'a Kalond, co-consacranti il vescovo di Mweka Gérard Mulumba Kalemba e il nunzio apostolico nella Repubblica Democratica del Congo Giovanni d'Aniello.
Il 9 dicembre 2006 papa Benedetto XVI lo ha promosso arcivescovo metropolita di Kananga. Ha ricevuto il pallio il 29 giugno successivo.
Dal 26 giugno 2019 al 21 dicembre 2022 è stato presidente dell'Associazione delle conferenze episcopali dell'Africa centrale.
Nell'ottobre 2019 ha preso parte al sinodo dei vescovi convocato nell'Assemblea Speciale per la Regione Panamazzonica.
Il 21 dicembre 2022 papa Francesco ha accolto la sua rinuncia al governo pastorale dell'arcidiocesi di Kananga.

## Genealogia episcopale
La genealogia episcopale è:
- Cardinale Scipione Rebiba
- Cardinale Giulio Antonio Santori
- Cardinale Girolamo Bernerio, O.P.
- Arcivescovo Galeazzo Sanvitale
- Cardinale Ludovico Ludovisi
- Cardinale Luigi Caetani
- Cardinale Ulderico Carpegna
- Cardinale Paluzzo Paluzzi Altieri degli Albertoni
- Papa Benedetto XIII
- Papa Benedetto XIV
- Papa Clemente XIII
- Cardinale Bernardino Giraud
- Cardinale Alessandro Mattei
- Cardinale Pietro Francesco Galleffi
- Cardinale Giacomo Filippo Fransoni
- Cardinale Carlo Sacconi
- Cardinale Edward Henry Howard
- Cardinale Mariano Rampolla del Tindaro
- Cardinale Rafael Merry del Val
- Arcivescovo Duarte Leopoldo e Silva
- Arcivescovo Paulo de Tarso Campos
- Cardinale Agnelo Rossi
- Arcivescovo Godefroid Mukeng'a Kalond, C.I.C.M.
- Arcivescovo Marcel Madila Basanguka